# Aeroportul Kribi
Aeroportul Kribi (IATA: KBI, ICAO: FKKB) este un aeroport din Provincia de Sud, Camerun ce deservește zona Kribi. A fost numit după zona deservită.
Situat la o altitudine de 45 m, aeroportul dispune de o singură pistă.